# Europese kampioenschappen kunstschaatsen 1891
De Europese Kampioenschappen kunstschaatsen is een jaarlijks terugkerend evenement dat georganiseerd wordt door de Internationale Schaatsunie.
De Duitse en Oostenrijkse schaatsbond, verenigd in de "Deutscher und Österreichischer Eislaufverband", organiseerden zowel het eerste EK Schaatsen voor mannen als het eerste EK Kunstschaatsen voor mannen op 23 en 24 januari 1891 in Hamburg, in toen nog het Duitse Keizerrijk, nog voor de ISU in 1892 werd opgericht.
De internationale schaatsbond nam in 1892 de organisatie van het EK kunstschaatsen over. In 1895 werd besloten voortaan het WK kunstschaatsen te organiseren en kwam het EK te vervallen. In 1898, na twee jaar onderbreking, vond toch weer een herstart plaats van het EK kunstschaatsen.
De vrouwen en paren zouden vanaf 1930 jaarlijks om de Europese titel strijden. De ijsdansers streden vanaf 1954 om de Europese titel in het kunstschaatsen.

## Deelname
Zeven mannen uit de beide organiserende landen kwamen uit op dit kampioenschap. Vijf kwamen uit Duitsland en twee uit Oostenrijk. Op het kampioenschap werd enkel de verplichte kür geschaatst.
Voor vier mannen, de eerste Europees kampioen in het kunstschaatsen, Oskar Uhlig, de nummer twee A. Schmitson, Willi Dienstl en Wilhelm Schulze, was het hun enige deelname aan de Europese kampioenschappen.
| Duitse Keizerrijk (5) Oostenrijk (2) |

## Medaille verdeling
Alle drie de medailles gingen naar Duitsland. Voor alle drie mannen bleef het hun enige medaille.
| Discipline | Goud ·      | Zilver ·     | Brons ·     |
| ---------- | ----------- | ------------ | ----------- |
| Mannen     | Oskar Uhlig | A. Schmitson | Franz Zilly |

## Uitslagen
score/9 = puntentotaal van 9 juryleden
| #      | Naam            | Land                       | score/9 |
| ------ | --------------- | -------------------------- | ------- |
| Goud   | Oskar Uhlig     | Vlag van Duitse Keizerrijk | 146,6   |
| Zilver | A. Schmitson    | Vlag van Duitse Keizerrijk | 114,7   |
| Brons  | Franz Zilly     | Vlag van Duitse Keizerrijk | 101,2   |
| 4      | Josef Nowy      |                            | 88,5    |
| 5      | Willi Dienstl   |                            | 79,4    |
| 6      | Fritz Ahrendt   | Vlag van Duitse Keizerrijk | 50      |
| 7      | Wilhelm Schulze | Vlag van Duitse Keizerrijk | 28,8    |

Medaillewinnaars

Mannen · 
Vrouwen ·
Paren · 
IJsdansen

Toernooi

1891 · 
1892 · 
1893 · 
1894 · 
1895 · 
1896-1897 · 
1898 · 
1899 · 
1900 · 
1901 · 
1902-1903 · 
1904 · 
1905 · 
1906 · 
1907 · 
1908 · 
1909 · 
1910 · 
1911 · 
1912 · 
1913 · 
1914 · 
1915-1921 · 
1922 · 
1923 · 
1924 · 
1925 · 
1926 · 
1927 · 
1928 · 
1929 · 
1930 · 
1931 · 
1932 · 
1933 · 
1934 · 
1935 · 
1936 · 
1937 · 
1938 · 
1939 ·
1940-1946 · 
1947 · 
1948 · 
1949 · 
1950 · 
1951 · 
1952 · 
1953 · 
1954 · 
1955 · 
1956 · 
1957 · 
1958 · 
1959 · 
1960 · 
1961 · 
1962 · 
1963 · 
1964 · 
1965 · 
1966 · 
1967 · 
1968 · 
1969 · 
1970 · 
1971 · 
1972 · 
1973 · 
1974 · 
1975 · 
1976 · 
1977 · 
1978 · 
1979 · 
1980 · 
1981 · 
1982 · 
1983 · 
1984 · 
1985 · 
1986 · 
1987 · 
1988 · 
1989 · 
1990 · 
1991 · 
1992 · 
1993 · 
1994 · 
1995 ·
1996 · 
1997 · 
1998 · 
1999 · 
2000 · 
2001 · 
2002 · 
2003 · 
2004 · 
2005 · 
2006 ·
2007 ·
2008 ·
2009 ·
2010 ·
2011 ·
2012 ·
2013 ·
2014 ·
2015 ·
2016 ·
2017 ·
2018 ·
2019 ·
2020 ·
2021 · 
2022 · 
2023 · 
2024 · 
2025

WK kunstschaatsen ·
WK kunstschaatsen junioren ·
Viercontinentenkampioenschap ·
Olympische Spelen